# Gédéon de Contamine
Pour les articles homonymes, voir Contamine.
Gédéon, baron de Contamine, né le 12 juillet 1764 à Givet (Ardennes) et mort dans la même commune le 27 avril 1851, fut un militaire et un industriel français.

## Biographie
Initialement destiné à devenir ecclésiastique, il fut tonsuré à Liège en septembre 1777. La mort prématurée de son père en 1779 et de son frère aîné en 1780, le rendirent aîné de sa famille. En 1780, à l'âge de 16 ans il débuta une carrière militaire en suivant les cours de l'école d'artillerie de Douai à la suite de quoi il entra au 3e régiment provincial d'état-major en qualité de sous-lieutenant. En mars 1782 il rejoignit les gardes du corps où servait sa famille. À ce titre il fut présent aux journées des 5 et 6 octobre 1789 qui, sous la pression populaire, verront le retour de Louis XVI à Paris. Il est licencié le 12 septembre 1791 en conséquence de l'ordonnance promulguant la suppression du corps.

### Émigré
En 1791 il émigra pour rejoindre Philippe Penasse, oncle maternel qui servait comme major au régiment wurtembourgeois du Cap. Il y est  chargé d'affaires à la Cour de Hollande comme capitaine de cavalerie. Il fut ensuite colonel au service de l'Armée de Condé. Il acquit, en Hollande en Angleterre,  pays industrieux, des notions concernant la fabrication en grand des métaux dont la France était entièrement dépourvue. 
Rentré dans son pays, secondé du sieur Maus, l'un des plus habiles ouvriers d'Angleterre, il établit à Givet une fonderie de laiton ou cuivre jaune. Il éleva en même temps une manufacture à Fromelennes (Ardennes) pour le traitement de ce métal. Cette usine semble avoir été la première usine de fabrication de laiton sur le territoire historique de la France ; l'on mentionne toutefois l’existence d'une usine désaffectée à Landrichamps, construite par Antoine Laurent de Jacquier de Rosée qui exploitait une semblable industrie à Anthée, près de Dinant.
De cette usine sortirent également les premiers essais en grand sur le zinc métal, jusqu'alors déclaré inutile aux arts.
Il cède son entreprise industrielle au banquier et industriel du laiton Pierre Saillard (siège à Paris, rue de Clichy) à une date indéterminée, mais antérieure à 1818 .

### Dans la Garde
Il est rappelé à servir dans la Jeune garde par décret du 6 janvier 1814 comme chef de bataillon, puis prend son service comme brigadier dans les Gardes du Corps de Louis XVIII le 19 mars 1814, dans la compagnie de Grammont. Colonel le 1er janvier 1815, maréchal de camp le 30 juillet il est licencié le 31 octobre.

### Parenté
Il est le fils de Gérard de Contamine (1720-1779), commissaire royal et le frère de Théodore de Contamine (1773-1845) et d'Auguste de Contamine, militaires.

### Décorations
- Officier de l'ordre royale de la Légion d'honneur,
- Chevalier de l'Ordre de saint-Louis.